# Flora Morris

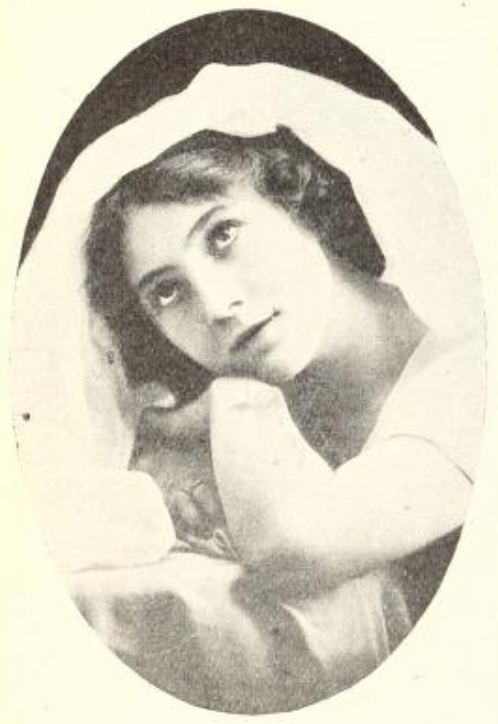
Flora Morris, 1913

Flora Morris (22 aprile 1887 – 1953) è stata un'attrice britannica all'epoca del muto.

## Biografia
Nata nei primi anni del 1890, Flora Morris iniziò la sua carriera di attrice recitando negli spettacoli di pantomima e in teatro. Nel 1910, entrò a far parte della compagnia cinematografica fondata da Cecil Hepworth, dove le vennero affidati spesso parti da protagonista. Bruna e molto graziosa, Flora Morris lavorò - tra gli altri - sotto la direzione di Lewin Fitzhamon, Bert Haldane e Frank Wilson. Uno dei suoi ruoli più notevoli fu quello di Rose Maylie nell'Oliver Twist del 1912 per la regia Thomas Bentley.
Lasciò la Hepworth nel 1914 per la Michaelson Film Co, passando poi alla Venus Film Co e quindi alla Ideal Film Co. Aveva seguito, infatti, Warwick Buckland, uno dei registi di punta della casa di produzione il quale aveva abbandonato la compagnia di Walton-on-Thames. Con lui, Flora Morris girò gran parte dei film nei suoi due ultimi anni di carriera. La sua ultima apparizione sullo schermo risale al 1916, poi il nome dell'attrice svanì nell'ombra.

## Filmografia
La filmografia - basata su IMDb - è completa.
- Lust for Gold, regia di Lewin Fitzhamon (1910)
- A Flowergirl's Romance, regia di Lewin Fitzhamon (1910)
- Woman vs. Woman, regia di Bert Haldane (1910)
- The Farmer's Two Sons, regia di Bert Haldane (1910)
- A Fool and His Money, regia di Bert Haldane (1911)
- A Girl's Love Letter, regia di Bert Haldane (1911)
- The Convict's Sister, regia di Bert Haldane (1911)
- The Silver Lining, regia di Bert Haldane (1911)
- Kiddie, regia di Bert Haldane (1911)
- Jack's Sister, regia di Bert Haldane (1911)
- The Trail of Sand, regia di Bert Haldane (1911)
- The Foreign Spy, regia di Lewin Fitzhamon (1911)
- A Burglar for a Night, regia di Bert Haldane (1911)
- The Broad Arrow, regia di Bert Haldane (1911)
- The Miser and the Maid, regia di Warwick Buckland (1912)
- A Double Life, regia di Warwick Buckland (1912)
- The Passing of the Old Four-Wheeler, regia di Warwick Buckland (1912)
- The Convict's Daughter, regia di Warwick Buckland (1912)
- A Peasant Girl's Revenge, regia di Warwick Buckland (1912)
- Jim All - Alone, regia di Warwick Buckland (1912)
- Oliver Twist, regia di Thomas Bentley (1912)
- Love in a Laundry, regia di Frank Wilson (1912)
- The Heart of a Woman, regia di Warwick Buckland (1912)
- The Touch of a Babe, regia di Warwick Buckland (1913)
- Over the Ferry, regia di Warwick Buckland (1913)
- Sally in Our Alley, regia di Warwick Buckland (1913)
- George Barnwell the London Apprentice, regia di Hay Plumb (1913)
- Ragtime Mad, regia di Hay Plumb (1913)
- Two Little Pals, regia di Warwick Buckland (1913)
- We Are But Little Children Weak, regia di Warwick Buckland (1913)
- The Silence of Richard Wilton, regia di Warwick Buckland (1913)
- The Cat and the Chestnuts, regia di Warwick Buckland (1913)
- His Evil Genius, regia di Frank Wilson (1913)
- In the Hour of His Need, regia di Warwick Buckland (1913)
- The Lesson, regia di Warwick Buckland (1913)
- Puzzled, regia di Frank Wilson (1913)
- A Mist of Errors, regia di Warwick Buckland (1913)
- Motherhood or Politics, regia di Warwick Buckland (1913)
- Partners in Crime, regia di Warwick Buckland (1913)
- Adrift on Life's Tide, regia di Warwick Buckland (1913)
- Kissing Cup, regia di Jack Hulcup (1913)
- The Forsaken, regia di Warwick Buckland (1913)
- A Storm in a Teacup, regia di Warwick Buckland (1913)
- The Broken Sixpence, regia di Frank Wilson (1913)
- A Question of Identity, regia di Warwick Buckland (1913)
- The Man Behind the Mask, regia di Warwick Buckland (1914)
- The Heart of Midlothian, regia di Frank Wilson (1914)
- After Dark, regia di Warwick Buckland (1914)
- Mysteries of London, regia di A.E. Coleby (1915)
- Time and the Hour, regia di Warwick Buckland (1915)
- His Brother's Wife, regia di Warwick Buckland (1915)
- Her One Redeeming Feature, regia di Warwick Buckland (1915)
- On the Brink, regia di Warwick Buckland (1915)
- A Park Lane Scandal, regia di Warwick Buckland (1915)
- Whoso Is Without Sin, regia di Fred Paul (1916)